# بيريشيت 2
بيريشيت 2 هي مهمة فضائية خاصة مخططة تهدف لإرسال مركبة غير مأهولة والهبوط بها على سطح القمر في عام 2024.